# Nodosaurus
Nodosaurus ("lagarto nodoso") é um gênero de dinossauro nodossaurídeo que viveu no Final do Cretáceo, 99,6~93,5 Ma. É conhecido apenas por 1 espécime parcial achado em Wyoming. O paleontólogo de vertebrados Thomas Holtz deu um comprimento de 6,1 metros (20 pés) e o peso de um Cavalo. Outras estimativas deram 5 metros de comprimento e 684.8 kg.